# Arthur Guinness
Sir Arthur Guinness (Celbridge, 1725 - Dublín, 23 gener 1803) va ser un important cerveser irlandès i el fundador de la companyia Guinness, batejada com Arthur Guinness St James Gate Brewery.

## Biografia
Els pares d'Arthur Guinness, Richard i Elizabeth, eren els fills de llogataires agraris als comtats de Dublín i Kildare. La família de Richard afirmava ser descendent del clan gaèlic Magennis del comtat de Down. recents evidències d'ADN, però, suggereixen que descenen dels McCartan, un altre clan del Comtat de Down, llar espiritual dels Kinelarty inclosa la townland de "Guiness" prop Ballynahinch (Down). El 1755 Arthur Guinness va fundar una fàbrica de cervesa a Leixlip, al Comtat de Kildare. A finals de 1759 va deixar al seu germà a càrrec de la fàbrica i es va traslladar a una nova, la de St James's Gate Brewery, a Dublín.
Entre 1797 i 1799 el seu negoci s'havia expandit de manera notable. A partir de llavors va elaborar només cervesa del tipus porter, gràcies a l'ajuda de la família Purser, ja que els membres de la mateixa ja havien treballat anteriorment en aquest tipus de cervesa a Londres durant els anys 1770. Temps després, els membres de la família Purser van passar a ser socis de la cervesera durant gran part del segle xix.
Arthur Guinness va morir el 1803, als 78 anys. En aquells dies, la producció anual de cervesa de la seva empresa era de 20.000 barrils.

## Guinness a la Política
Guinness va recolzar Henry Grattan en els anys 1780 i 1790, sobretot perquè Grattan volia reduir l'impost sobre la cervesa. Va ser un dels representants del gremi dels quatre cervesers en la Corporació de Dublín des de la dècada de 1760 fins a la seva mort. Com Grattan, Guinness va ser públicament a favor de l'emancipació catòlica des de 1793, però, ell no era partidari dels Irlandesos Units durant la rebel·lió de 1798. En general, la família Guinness eren irlandesos unionistes com va ser el mateix Arthur Guinness, amb Arthur "directament oposat a qualsevol moviment cap a la independència d'Irlanda".

## Fons Guinness
Per honrar encara més el llegat d'Arthur Guinness, el 2009 Guinness & Co va establir el Fons d'Arthur Guinness (AGF). Un fons intern creat per l'empresa; el seu objectiu és ensenyar i potenciar els individus amb les habilitats i oportunitats per oferir un benefici mesurat a les seves comunitats. Guinness ha donat més de 7 milions d'euros al Fons des de la seva creació.